# Ernst von Salomon
Ernst von Salomon (født 25. september 1902, død 9. august 1972) var en tysk forfatter, officer og en af attentatmændene som dræbte Tysklands udenrigsminister Walther Rathenau i 1922.
Han blev født i Kiel som søn af en officer. Fra 1913 var han kadet i Karlsruhe og Berlin-Lichterfelde, og fra 1919 var han i frikorpset Marinebrigade Ehrhardt ved Østersøen og i Oberschlesien.
Han blev dømt til fem års fængsel i 1922 for mordet på Rathenau. I 1927 fik han endnu en fængselsstraf for et drabsforsøg, men blev løsladt få måneder efter. Dommerne var sympatisk indstillet for de højreradikale.
I lighed med de allerfleste højreorienterede frikorpskæmpere følte Salomon antipati mod Hitler og nationalsocialisterne og trak sig i 1933 tilbage fra politik for at skrive filmmanuskripter. Han har også skrevet flere bøger; den mest kendte er Der Fragebogen.
Salomon døde i Stoeckte nær Winsen.

## Værker
- Die Geächteten, 1930
- Die Stadt, 1932
- Die Kadetten, 1933
- Nahe Geschichte, ein Überblick, 1936
- Das Buch vom deutschen Freikorpskämpfer, 1938
- Der Fragebogen, 1951, ISBN 3-499-10419-9
- Boche in Frankreich, Auszug aus " Der Fragebogen" 1952
- Das Schicksal des A.D. Ein Mann im Schatten der Geschichte. Ein Bericht, 1960
- Die schöne Wilhelmine, 1965
- Glück in Frankreich, Hamburg 1966
- Deutschland, Städte und Landschaften aus dem Flugzeug gesehen, 1967
- Deutschland, Deine Schleswig-Holsteiner, 1971
- Die Kette der tausend Kraniche, 1972
- Der tote Preusse (posthumt publisert manuscript), 1973